# ユリア・エフィモワ
ユリア・アンドレエヴナ・エフィモワ（ロシア語: Юлия Андреевна Ефимова、ラテン文字表記 Efimova、1992年4月3日–）はロシアの競泳選手。2008年にオリンピックに初出場し、2012年には200m平泳ぎで銅メダル、2016年では100m平泳ぎと200m平泳ぎで銀メダルを獲得した。世界水泳選手権では、50m平泳ぎ（2009年、2013年）、100m平泳ぎ（2015年）、200m平泳ぎ（2013年、2017年、2019年）の計6度勝利している。50m平泳ぎの元世界記録保持者である。
2013年10月の薬物検査において世界アンチ・ドーピング機構が禁止する7-ケトDHEAに対する陽性反応が示され、国際水泳連盟より16か月間の資格停止処分が下された。

## 人物
1992年4月3日、チェチェン共和国のグロズヌイで生まれた。第一次チェチェン紛争のため家族でロシア南部のロストフ州ヴォルゴドンスクへ移った。
6歳のときに水泳のコーチである父親のアンドレイ・エフィモフの勧めで水泳を始め、父親から指導を受けた。
2005年にタガンログに移住し、2011年までイリナ・ヴィャチアニナの指導を受けた。
2010年、南部連邦大学に入学。2015年に卒業した。
2011年3月にアメリカ合衆国のカリフォルニア州に移り、南カリフォルニア大学水泳チームのヘッドコーチであるデイブ・サローに指導を受けた。

## 水泳選手として

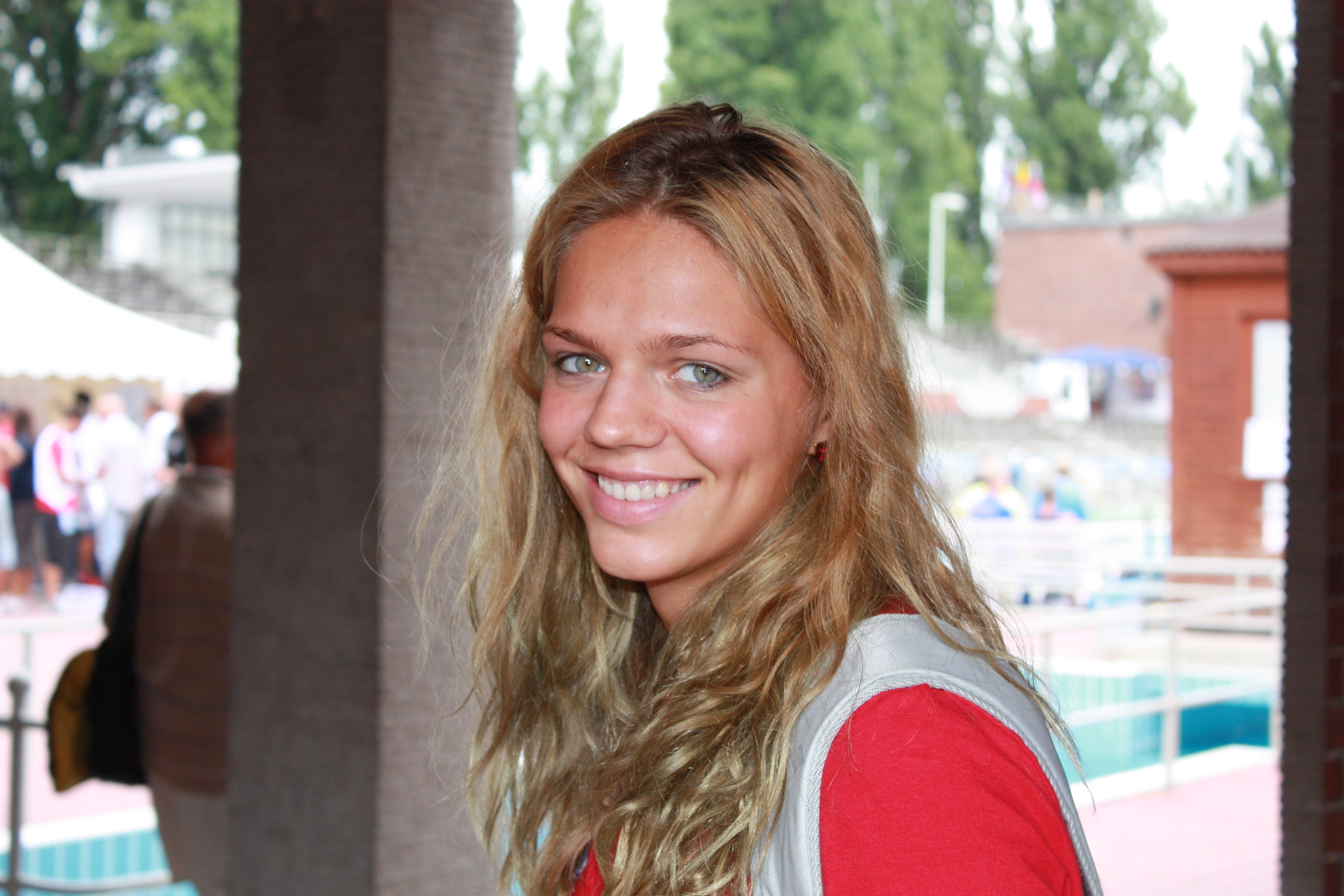
エフィモワ（2010年）

2007年、ヨーロッパ短水路選手権において50m、100m、200m平泳ぎで優勝。
2008年、ヨーロッパ水泳選手権において200m平泳ぎで金メダル、50m平泳ぎで銀メダルを獲得した。同年、北京で開催された夏季オリンピックに出場し、100m平泳ぎで4位、200m平泳ぎで5位となった。
2009年8月、イタリア・ローマで開かれた世界水泳選手権において50m平泳ぎで30.09の世界新記録で優勝した。世界水泳選手権ではロシアの女子競泳選手として初の優勝であった。
2010年、ヨーロッパ水泳選手権において50m平泳ぎと100m平泳ぎで金メダルを獲得した。
2011年、中国・上海市で行われた世界水泳選手権において50mと200m平泳ぎで銀メダルを獲得した。
2012年、イギリス・ロンドンで行われた夏季オリンピックの200m平泳ぎで2:20.92のタイムで銅メダルを獲得した。
2013年7月、ロシア・カザンで行われたユニバーシアードにおいて、50m、100m、200m平泳ぎに加え、メドレーリレーで金メダルを獲得した。
2013年8月、スペイン・バルセロナで開催された世界水泳選手権において、200m平泳ぎで自己ベストとなる2:19.41のタイムで金メダルを獲得した。50mの予選では世界新となる29.78を記録したが、準決勝でルータ・メイルティーテに破られたため、わずか8時間の世界記録保持となった。決勝ではエフィモワが29.52のタイムで自己ベストを更新し優勝した。100mでは銀メダルを獲得した。
11月10日、FINA競泳ワールドカップの東京大会において、50m平泳ぎで短水路世界記録となる28秒71で優勝した。12月14日のデンマーク大会では、200m平泳ぎで2:14.39の短水路世界記録で優勝した。ただしこれらの世界記録はのちに取り消されることとなる。

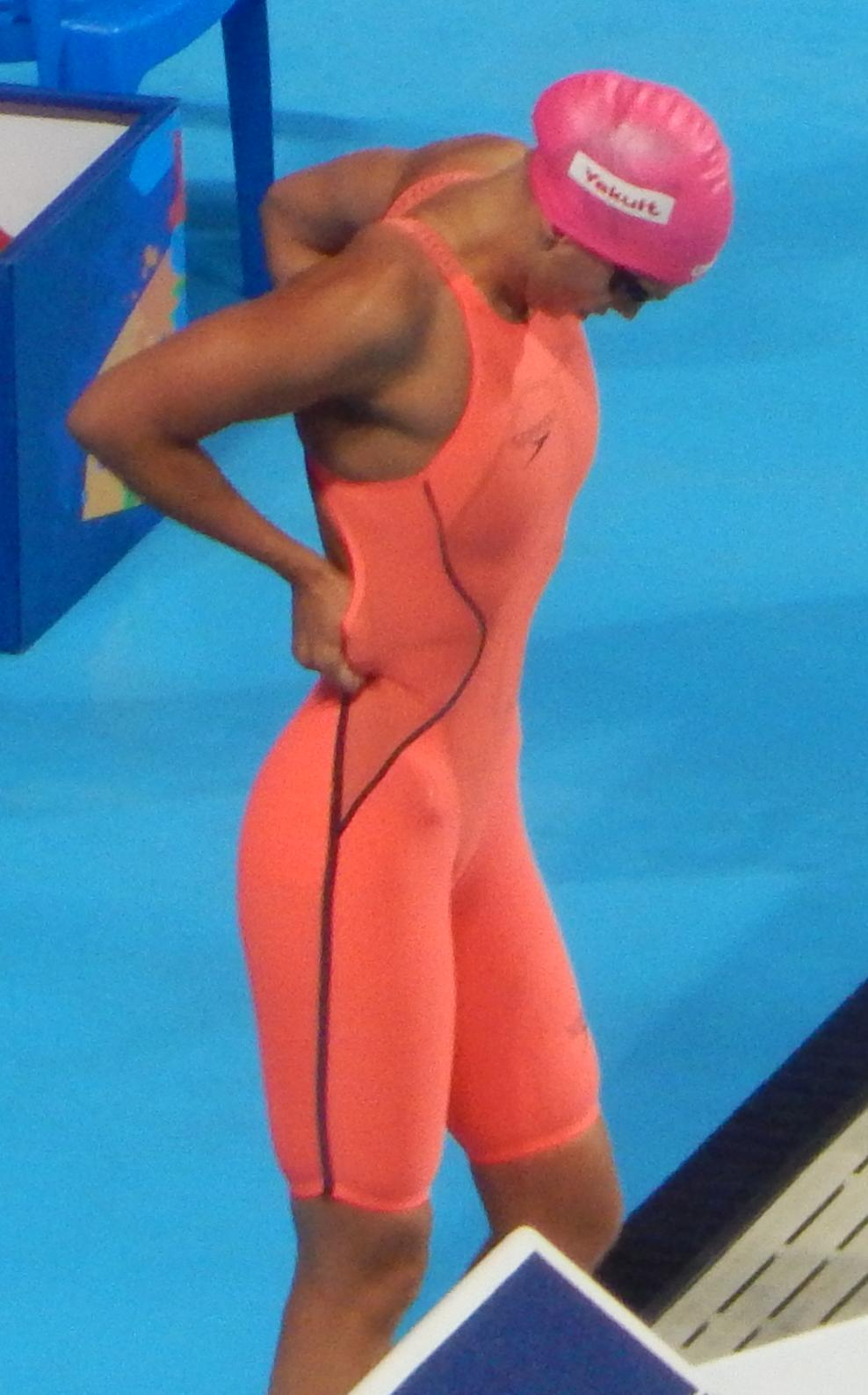
2015年世界水泳選手権の100m平泳ぎにおけるエフィモワ

### 薬物検査陽性
2014年1月、2013年10月31日の競技外の検査でデヒドロエピアンドロステロンに対し陽性反応が出たと報じられた。国際水泳連盟（FINA）も陽性反応の事実を認め、競技資格の一時停止処分を行った。その後、検出された成分が7-ケトDHEAであることが明らかになった。エフィモワはカリフォルニアのトレーニング施設で購入したサプリメントに含まれていた成分であること、使用期間は1週間であり、ほかのドーピング試験が陰性であったことを主張した。実際、10月21日と11月10日の検査では陰性であった。
5月12日、エフィモワに対し2015年2月28日までの計16か月の資格停止処分が下された。2013年10月31日以降の競技結果は取り消され、ヨーロッパ短水路選手権でのメダルがはく奪され、4つの短水路の世界記録が無効となった。FINAは「サプリメントを購入、使用し、含有物質を確認しなかったことは不注意であり、トップレベルのスイマーや世界記録保持者に期待されるレベルに達していない」と説明した。

### 復帰
2015年8月、資格停止処分明け初戦、ロシア・カザンで行われた世界水泳選手権において100m平泳ぎで1:05.66のタイムで優勝し、100m平泳ぎで自身初の金メダル獲得となった。50mでは銅メダルを獲得した。
2016年3月、オーランドで行われたアリーナプロスイムに出場し100mおよび200m平泳ぎで優勝。
3月16日、禁止薬物メルドニウムに対する陽性反応について報じられた。メルドニウムはこの年の1月に禁止薬物に指定されたばかりであった。永久追放の可能性も取り沙汰されたが、検出されたメルドニウムはごく微量であったこと、またメルドニウムに関する体内動態の科学的知見が不十分であることから、5月20日までの競技資格一時停止処分にとどまった。
6月、ロサンゼルスで行われた競技会で復帰し、200m平泳ぎを2:22.77のタイムで勝利した。
7月、FINAはエフィモワの処分に関する報告を行った。2016年2月25日から3月30日の間に、計6回メルドニウムに対して陽性反応を示したが、検出された薬物の濃度は極めて微量であり、過失や不注意とはみなされないとした。
8月、リオデジャネイロオリンピックに出場。100mと200m平泳ぎで銀メダルを獲得した。エフィモワの参加は、ロシアオリンピック選手団内で行われたドーピングのスキャンダルが続いていたことから物議を醸した。当初はエフィモワは参加を認められていなかったが、スポーツ仲裁裁判所の裁定により出場が可能となった。大会期間中、各レースで観客からブーイングをうけた。100m平泳ぎで金メダルを獲得したリリー・キングからも批判をうけた。エフィモワは銀メダルを獲得したレース後の記者会見でブーイングについての質問を受け泣き出しそうであった。
2017年3月、オーストラリアでのニューサウスウェールズオープンでは200m平泳ぎを2:23.17、100m平泳ぎを1:06.55のタイムでいずれも勝利した。
7月、ハンガリー・ブダペストで行われた世界水泳選手権において、100m平泳ぎ予選でメイルティーテの持つ世界記録に0.01まで迫る自己ベスト1:04.36を記録した。決勝では1:05.04のタイムで銅メダルにとどまった。200m平泳ぎでは2:19.64のタイムで勝利し、5度目の世界選手権タイトルを獲得した。
2018年8月、ヨーロッパ水泳選手権において50m、100m、200m平泳ぎに加え、メドレーリレーで金メダルを獲得した。
2019年、韓国・光州で行われた世界水泳選手権において、200m平泳ぎで金メダルを獲得した。
2021年に行われた東京オリンピックでは100m平泳ぎとメドレーリレーに出場したが、メダル獲得はならなかった。

## 表彰
- Russian Female Swimmer of the Year（2008年、2015年）[5]
- ロシア連邦友好勲章（ロシア語版、英語版）（2016）[73]
- 祖国貢献勲章（ロシア語版、英語版）（2012年）[5]
- ボルゴドンスク名誉市民（2008年）[74]

## オリンピックと世界選手権の結果
| 年                                                  | 大会           | 会場                           | 結果       | 種目                       | 補足       |
| ロシア代表                                          | ロシア代表     | ロシア代表                     | ロシア代表 | ロシア代表                 | ロシア代表 |
| --------------------------------------------------- | -------------- | ------------------------------ | ---------- | -------------------------- | ---------- |
| 2008                                                | オリンピック   | 中国、北京                     | 4th        | 100m平泳ぎ                 | 1:07.43    |
| 2008                                                | オリンピック   | 中国、北京                     | 5th        | 200m平泳ぎ                 | 2:23.76    |
| 2008                                                | オリンピック   | 中国、北京                     | 5th        | 4 × 100mメドレーリレー     | 3:57.84    |
| 2009                                                | 世界水泳選手権 | イタリア、ローマ               | 1st        | 50m平泳ぎ                  | 30.09      |
| 2009                                                | 世界水泳選手権 | イタリア、ローマ               | 2nd        | 100m平泳ぎ                 | 1:05.41    |
| 2009                                                | 世界水泳選手権 | イタリア、ローマ               | 14th (sf)  | 200m平泳ぎ                 | 2:26.39    |
| 2011                                                | 世界水泳選手権 | 中国、上海                     | 2nd        | 50m平泳ぎ                  | 30.49      |
| 2011                                                | 世界水泳選手権 | 中国、上海                     | 4th        | 100m平泳ぎ                 | 1:06.56    |
| 2011                                                | 世界水泳選手権 | 中国、上海                     | 2nd        | 200m平泳ぎ                 | 2:22.22    |
| 2011                                                | 世界水泳選手権 | 中国、上海                     | 4th        | 4 × 100mメドレーリレー     | 3:57.38    |
| 2012                                                | オリンピック   | イギリス、ロンドン             | 7th        | 100m平泳ぎ                 | 1:06.98    |
| 2012                                                | オリンピック   | イギリス、ロンドン             | 3rd        | 200m平泳ぎ                 | 2:20.92    |
| 2012                                                | オリンピック   | イギリス、ロンドン             | 4th        | 4 × 100mメドレーリレー     | 3:56.03    |
| 2013                                                | 世界水泳選手権 | スペイン、バルセロナ           | 1st        | 50m平泳ぎ                  | 29.52      |
| 2013                                                | 世界水泳選手権 | スペイン、バルセロナ           | 2nd        | 100m平泳ぎ                 | 1:05.02    |
| 2013                                                | 世界水泳選手権 | スペイン、バルセロナ           | 1st        | 200m平泳ぎ                 | 2:19.41    |
| 2013                                                | 世界水泳選手権 | スペイン、バルセロナ           | 3rd        | 4 × 100mメドレーリレー     | 3:56.47    |
| 2015                                                | 世界水泳選手権 | ロシア、カザン                 | 3rd        | 50m平泳ぎ                  | 30.13      |
| 2015                                                | 世界水泳選手権 | ロシア、カザン                 | 1st        | 100m平泳ぎ                 | 1:05.66    |
| 2015                                                | 世界水泳選手権 | ロシア、カザン                 | 17th (h)   | 200m平泳ぎ                 | 2:26.11    |
| 2015                                                | 世界水泳選手権 | ロシア、カザン                 | 5th        | 4 × 100m混合メドレーリレー | 3:44.83    |
| 2016                                                | オリンピック   | ブラジル、リオ・デ・ジャネイロ | 2nd        | 100m平泳ぎ                 | 1:05.50    |
| 2016                                                | オリンピック   | ブラジル、リオ・デ・ジャネイロ | 2nd        | 200m平泳ぎ                 | 2:21.97    |
| 2016                                                | オリンピック   | ブラジル、リオ・デ・ジャネイロ | 6th        | 4 × 100mメドレーリレー     | 3:55.66    |
| 2017                                                | 世界水泳選手権 | ハンガリー、ブダペスト         | 2nd        | 50m平泳ぎ                  | 29.57      |
| 2017                                                | 世界水泳選手権 | ハンガリー、ブダペスト         | 3rd        | 100m平泳ぎ                 | 1:05.05    |
| 2017                                                | 世界水泳選手権 | ハンガリー、ブダペスト         | 1st        | 200m平泳ぎ                 | 2:19.64    |
| 2017                                                | 世界水泳選手権 | ハンガリー、ブダペスト         | 14th (sf)  | 200m個人メドレー           | 2:12.88    |
| 2017                                                | 世界水泳選手権 | ハンガリー、ブダペスト         | 2nd        | 4 × 100mメドレーリレー     | 3:53.38    |
| 2019                                                | 世界水泳選手権 | 韓国、光州                     | 3rd        | 50m平泳ぎ                  | 30.15      |
| 2019                                                | 世界水泳選手権 | 韓国、光州                     | 2nd        | 100m平泳ぎ                 | 1:05.49    |
| 2019                                                | 世界水泳選手権 | 韓国、光州                     | 1st        | 200m平泳ぎ                 | 2:20.17    |
| (#) 予選(h)または準決勝(sf)における総合順位を示す。 |                |                                |            |                            |            |

## 自己ベスト

### 長水路
- 50m平泳ぎ：29.52（2013年8月4日、スペイン）第15回FINA世界水泳選手権 NR
- 100m平泳ぎ：1:04.36（2017年7月24日、ハンガリー）第17回FINA世界水泳選手権 NR
- 200m平泳ぎ：2:19.41（2013年8月2日、スペイン）第15回FINA世界水泳選手権 NR

### 短水路
- 50m平泳ぎ：29.08（2016年8月31日、ドイツ）FINAワールドカップ2016 NR
- 100m平泳ぎ：1:02.91（2016年9月3日、ドイツ）FINAワールドカップ2016 NR
- 200m平泳ぎ：2:15.62（2018年9月28日、スペイン）FINAワールドカップ2018 NR